# Kathedrale basiliek van Maria-Hemelvaart en Sint-Andreas
De Kathedrale basiliek van Maria-Hemelvaart en Sint-Andreas (Pools: Bazylika Archikatedralna Wniebowzięcia Najświętszej Maryi Panny i św. Andrzeja Apostoła; Duits: Kathedrale Mariä Himmelfahrt und St. Andreas, ook: Frauenburger Dom) is een kerk in de Poolse plaats Frombork (vroeger: Frauenburg) en de kathedraal van de aartsbisschop van Ermland (Oost-Pruisen).
De kerk vormt een onderdeel van een ommuurd complex met een hoofdpoort, torens en een bisschoppelijk paleis. In het bisschoppelijk paleis bevindt zich het Copernicus-museum.

## Geschiedenis
Na de verovering door de Duitse Orde trok de economie van de regio snel aan. In de 14e eeuw begon het domkapittel van Fromborg met de bouw van een burcht en kathedraal. De als hallenkerk gebouwde dom kwam in drie verschillende bouwfasen tot stand en is tot op de dag van vandaag architectonisch voor het grootste deel intact gebleven.
- In de jaren 1329–1342 werd het langgerekte koor opgetrokken. Het koor toont de klassieke West-Europese gotiek met een vroeg vierpuntig stergewelf.
- Het drieschepige kerkschip ontstond tussen 1355-1380. Het middenschip heeft een rijk achtpuntig stergewelf dat rust op massieve achthoekige pijlers.
- De uitbundig uitgevoerde voorhal met voorportaal dateert van 1380-1388.

De kerk heeft geen grote aansluitende toren. In plaats daarvan zijn er vier slanke hoektorens. De rand van de westelijke gevel tussen de beide hoektorens wordt versierd door een monumentale oplopende galerij van arcades, zoals ten noorden van de Alpen verder slechts aan de dwarsschepen van de kathedraal van Doornik zijn te zien.
In de 18e eeuw liet bisschop Christoph Szembek zuidwestelijk van de kerk de barokke Salvatorkapel (Pools: Kaplica Zbawiciela, Duits: Salvatorkapelle) met fresco's van de barokschilder Matthias Johann Meyer bouwen. 
De beschadigingen van de Tweede Wereldoorlog werden nauwgezet hersteld. In 1994 werd het bouwwerk tot historisch monument verklaard. 

## Interieur
Na plundering van de dom door de Polen in de 15e eeuw en door de Zweden in de 17e eeuw, kreeg de kerk een barokke inrichting. Het in 1682 vervaardigde orgel van de orgelbouwer Daniel Nitrowski uit Dantzig is wereldberoemd. Jaarlijks vindt er in de zomer een festival van orgelmuziek met concerten van organisten uit allerlei landen van de wereld plaats. 
Het oudste en misschien wel fraaiste kunstwerk is het epitaaf van de in 1426 gestorven kapittelheer Bartholomäus Boreschow, een voorbeeld van de schilderkunst van de hoofse stijl met Boheemse invloeden. Uit de late middeleeuwen stamt ook het voormalige hoogaltaar van de dom. De middelste scène van het vijfvleugelig altaar stelt Maria met het Kind Jezus voor. Maria staat voor een gouden achtergrond op een maansikkel waaronder een slang kronkelt. Aan beide zijden van het altaar bevinden zich de beeltenissen van de kerkvaders. Het altaar werd in 1504 in opdracht van bisschop Lucas Watzenrode gemaakt en staat tegenwoordig in de noordelijke zijbeuk.

## Nicolaus Copernicus
De astronoom Nicolaus Copernicus werkte in Frombork en schreef er zijn werk de revolutionibus orbium cœlestium. Nadat hij kort na de publicatie van het werk stierf, werd hij in de kathedraal begraven. In 2005 meenden archeologen zijn graf te hebben ontdekt. Onderzoek in november 2008 aan de hand van wetenschappelijk DNA-onderzoek bevestigden de veronderstellingen van de archeologen. Het DNA-materiaal van een haar van Copernicus in een 16e-eeuwse boek in de universiteit van Uppsala bleek te matchen met dat van de in het graf gevonden schedel. De opgegraven resten van Copernicus werden op 22 mei 2010 weer in de dom bijgezet.

## Afbeeldingen

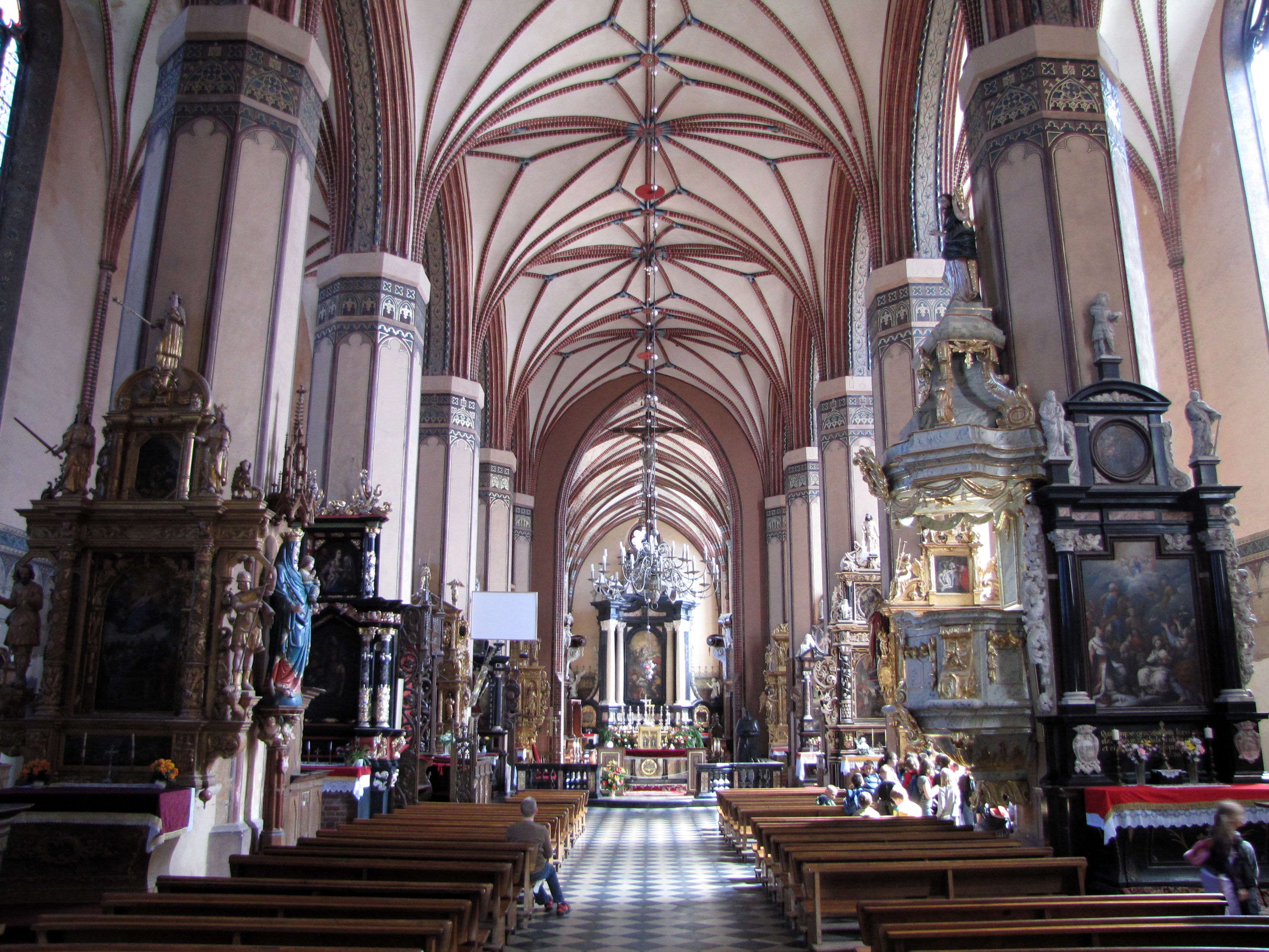
Interieur
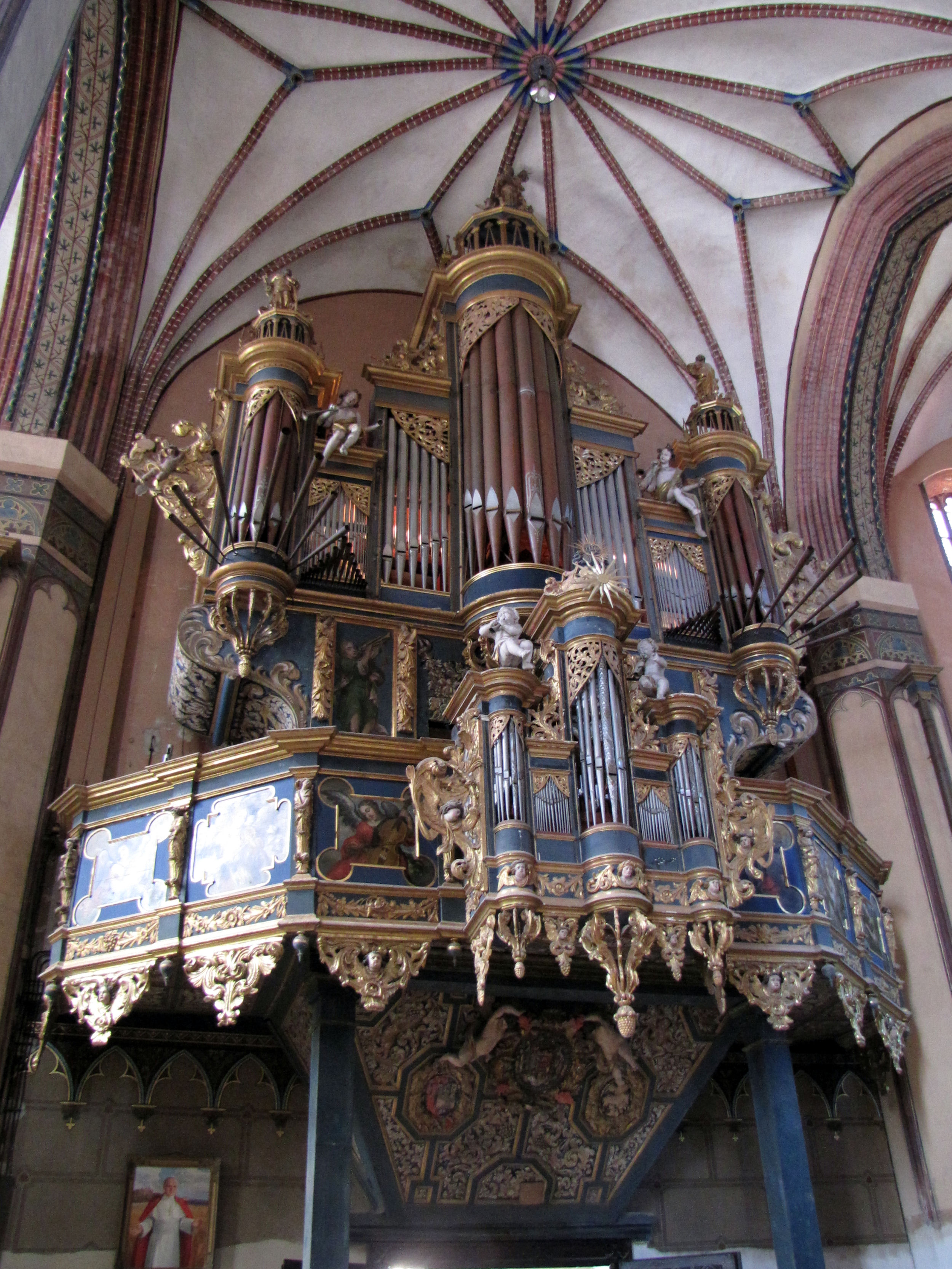
Orgel
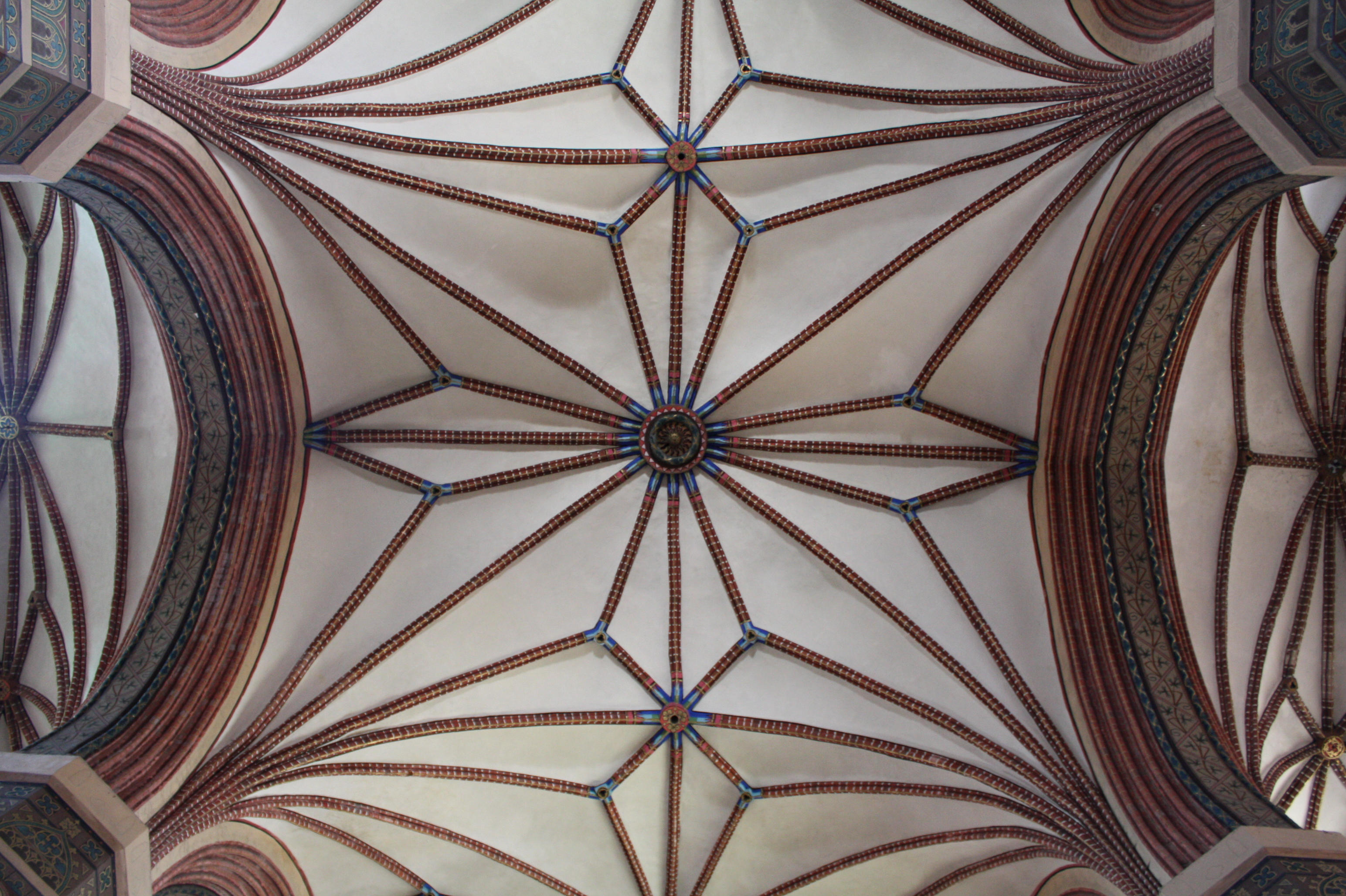
Achtpuntig stergewelf
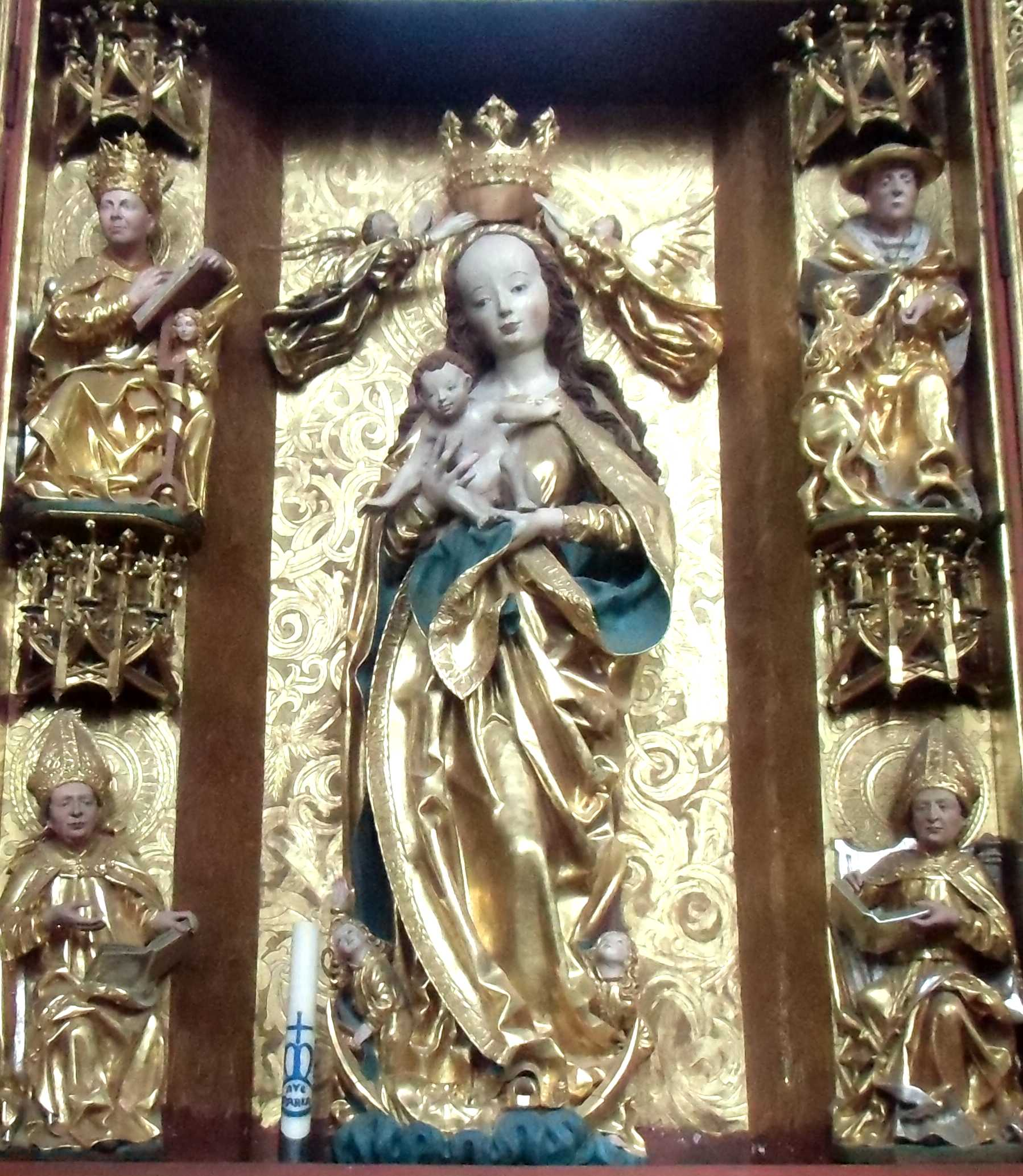
Maria-altaar
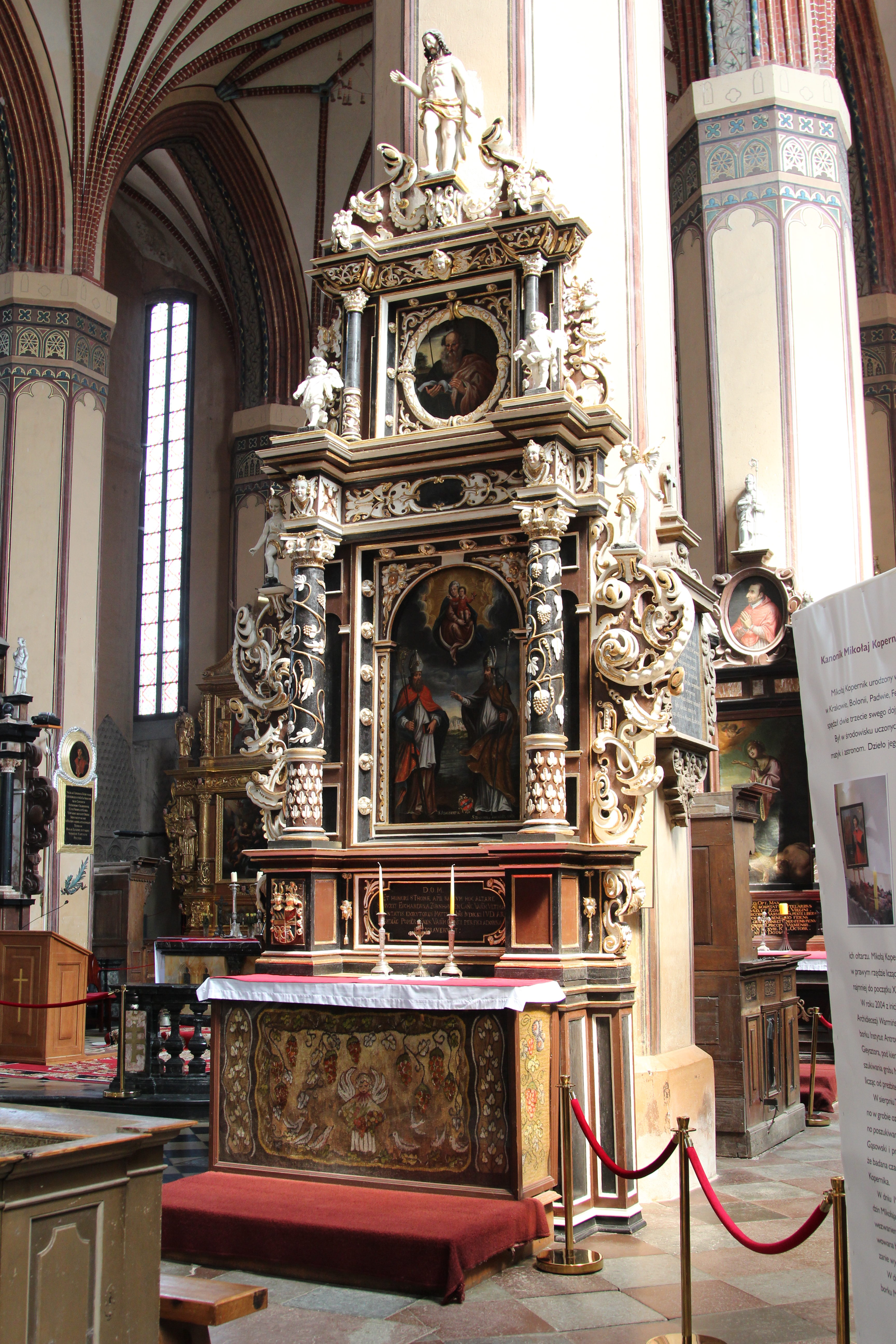
Zijaltaar